# Estadio Nanzih Football
El Estadio Nanzih Football (en chino simplificado, 高雄市立楠梓足球場) es un estadio de fútbol ubicado en la ciudad de Kaohsiung en República de China y que actualmente es la sede del Taipower y del Kaohsiung Attackers.

## Historia
Fue inaugurado el 12 de noviembre de 2022 y está compuesto por dos gramillas, una natural y otra artificial y con un costo de NT$ 350 Millones, obra que ha sido criticada por políticos y algunos ciudadanos.

## Partidos internacionales
El estadio fue sede del partido entre China Taipéi contra Kirguistán por la clasificación de AFC para la Copa Mundial de Fútbol de 2026 que ganó Kirguistán 0-2. El estadio fue la sede del partido porque el Taipei Municipal Stadium y el National Stadium no estaban disponibles por las críticas hacia la CTFA .
| 21-3-2024 | China Taipéi | 0–2             | Kirguistán                       | Estadio Nanzih Football, Kaohsiung, República de China    |                                                           |
|           |              | Report Reporte] | Kichin 54' (pen.) · Ka. Merk 80' | Asistencia: 1,028 espectadores Árbitro(s): Yahya Al-Mulla | Asistencia: 1,028 espectadores Árbitro(s): Yahya Al-Mulla |